# Aeroportul Kandla
Aeroportul Kandla (IATA: IXY, ICAO: VAKE) este un aeroport din Gujarat, India ce deservește zona Kandla. Aeroportul a fost tranzitat în decembrie 2022 de 4.937 de pasageri. A fost numit după zona deservită.
Situat la o altitudine de 29 m, aeroportul dispune de o singură pistă. Este operat de Airports Authority of India⁠(d).